# Душан Ћубић
Душан Ћубић Ћубо (Стекеровци, код Гламоча, 7. новембар 1919 — Бапска, код Илока, 27. фебруар 1945), учесник Народноослободилачке борбе и народни херој Југославије.

## Биографија
Рођен је 7. новембра 1919. године у селу Стекеровци, код Гламоча. Потицао је из веома сиромашне сељачке породице. Његов отац Трифун је како би прехранио децу морао радити као надничар код имућнијих сељака. Због лошег имовинског стања Душан је од најмлађих дана почео да ради као надничар, па није имао могућности да иде у школу. Иако није ишао у школу сам је научио да чита и пише. Када је порастао, како не би више морао да буде надничар, запослио се као шумар.
Непосердно пред почетак Другог светског рата био је позван на одслужење војног рока, па га је почетак Априлског рата, 1941. године затекао као војника Југословенске војске. Након капитулације, успео је да избегне заробљеништво и наоружан се вратио у родном место. Након стварања усташке Независне Државе Хрватске, када су отпочели масовни злочини над српским становништвом у Босни и Херцеговини, био је међу окупљеним сељацима, који су почели да се склањају у шуму, како би избегли покоље. Одмах након почетка устанка у Босанској крајини, 27. јула 1941. године, Душан је са својим братом Мирком отишао у шуму код Млиништа, где су се прикључили устаничким снагама.
Учествовао је у нападу на усташку патролу у Млиништима и у рушењу пруге Дрвар—Јајце, које су биле прве устаничка акција у овом крају. Када су септембра 1941. у Гламоч и Миниште дошле италијанске снаге, устаничке снаге су се морале повући у планине. Тада је наступила и прва криза устанка, јер су неки одлучили да се врате кући, док други нису желели да ратују против Италијана. Душан и сви младићи из његовог села тада су подржали политику Народноослободилачког покрета (НОП). Због својих заслуга у току првих устаничких дана, марта 1942. био је примљен у чланство Комунистичке партије Југославије (КПЈ).
Септембра 1942. године, када је формирана Четврта крајишка ударна бригада Душанова чета је ступила у ову бригаду и он је постављен за командира Прве чете Трећег батаљона. Одмах након ступања на ову дужност, показао се као успешан руководилац у борбама против четника око Босанског Грахова. Октобра 1942. његов батаљон је учествовао у борбама с усташама око Бихаћа. Приликом напада на Голубић, код Бихаћа Душан је са својом четом продро у центар овог места, где је водио уличне борбе са усташко-домобранским снагама, које су пружале јак отпор. Пошто је усташама стигло појачање, његова чета се морала повући, али је иза себе оставила 30 убијених непријатељских војника и заробила шесторицу домобрана и двојицу усташа.
У току Четврте непријатељске офанзиве, учествовао је у против нападу Пете крајишке дивизије на немачке снаге у селу Рамићи, код Кључа. Тада се са својом четом убацио у позадину непријатељу и уништио један артиљеријски батаљон. Потом је у селу Хотковци, код Гламоча са својом четом убио 20 Немаца и заробио три митраљеза. У најтежем делу офанзиве, марта 1943. године, када су делови крајишких јединица, заједно са великим збеговима народима, били опкољени на завејаној планини Шатор, Душан је са својом четом учествовао у борби за разбијање блокаде и у спасавању народа и рањеника.
Непосредно након офанзиве, са својим батаљоном је у селу Ведро Поље, код Босанског Петровца напао немачку колону и нанео им знатне губитке. За ову акцију је био похваљен од Штаба Пете крајишке дивизије. Учествовао је 25. априла 1943. у нападу Четврте крајишке бригаде на Гламоч. У току ове борбе Душанов Трећи батаљон је продро у град, где се развила жестока борба. Пошто је сутрадан стигло појачање, партизани су се морали повући. Када је у његову чету стигла вест о повлачењу, Душан није веровао, па је до њега морао доћи командант батаљона Вид Бодирожа да му то лично саопшти. Када су маја 1943. године уведени официрски чинови у НОВ и ПОЈ Душан је добио чин капетана.
Приликом нападана на Горњи Вакуф, у ноћи 3/4. августа 1943. године, Душанов Трећи батаљон је вршио напад са северне стране путем који води од Травника. Душан је тада био заменик команданта батаљона, па се налазио у главном правцу напада где се налазила прва чета. Са овом четом је учествовао у уличним борбама, освајајући кућу по кућу. Потом је 22. августа 1943. учествовао у нападу на Бугојно. Душан батаљон је и тада имао задатак да први продре у град. Заједно са командиром Прве чете Гојком Ињцем је учествовао у борбама за сваку кућу, а посебно тешке борбе је водио у центру града.
Потом је учествовао у маршевима и борбама Пете крајишке дивизије од Босанске крајине до Санџака и потом од источне Босне до Београда. Посебно се истакао у тешким борбама за време офанзиве у источној Босни, децембра 1943. године. Тада је у борби на Мањин врху, код Вареша изненадио Немце и наневши им велике губитке, присилио их на одступање. На тај начин је извршио обезбеђивање рањеника, који су били угрожени. Након продора јединица НОВЈ у Србију, његова Четврта крајишка бригада је учествовала у ослобођењу Ужица, половином септембра 1944. године. У овој борби Душан је са својим батаљоном преко Поникве и Татинаца дошао ди првих кућа у граду. Одатле је чете свог батаљона усмеравао ка правцима напада и био међу првим борцима који су продрли у центар града. Ту је водио тешке борбе са припадницима СС дивизије „Принц Еуген”, која је стигла из правца Вишеграда. Упркос оштром отпору који су пружили, борци Трећег батаљона су се морали повући, јер је њихово појачање из Прве и Десете крајишке бригаде касно стигло.
На путу ка Београду, његова бригада је 19. септембра 1944. године учествовала у ослобођењу Аранђеловца. У току ових борби Душанов Трећи батаљон је имао задатак да из правца Орашца приђе Аранђеловцу и нападне га с источне стране. И у овој борби, Душан се показао као вешт борац у уличним борбама и истакао се у заузимању хотела „Шумадија”, где је било упориште четника. Након овога, крећу се ка Београду и сусрећу са Црвеном армијом, што је изазвало велико одушевљење бораца. Дана 14. октобра 1944. избили су у Београд, преко Малог Мокрог Луга. Тада почињу борбе за ослобођење Београда. Душанова Пета крајишка дивизија нападала је правцем кроз Александрову улицу, водећи тешке борбе за сваку улицу. Веће борбе вођене су код Цветкове механе, Вуковог споменика, испод Ташмајдана, у улици Жоржа Клеменсоа и др. Његов батаљон је учествовао у заузимању зграде Радио Београда и потом Електричне централе, који су у садејству са Црвеном армијом, заузели након тешких борби с Немцима.
Након завршетка борби за ослобођење Београда, био је упућен на тромесечни официрски курс, а потом је био враћен у своју бригаду, која се тада борила на Сремском фронту. Приликом обиласка положаја свог батаљона, на положајима Новак—Бапска, 27. фебруара 1945. године био је смртно погођен од стране једног немачког снајперисте.
Указом Председништва АВНОЈ-а, 25. септембра 1944. године одликован је Орденом партизанске звезде првог реда. Постхумно је Указом Президијума Народне скупштине Федеративне Народне Републике Југославије, 5. јула 1951. године, проглашен за народног хероја.
У току рата погинуо је Душанов брат Мирко Ћубић (1924—1943), који је био водник у Првој чети Трећег батаљона. Он је погинуо 17. децембра 1943. године у борбама у близини села Каћево, код Пријепоља.